# Eli Jones Henkle

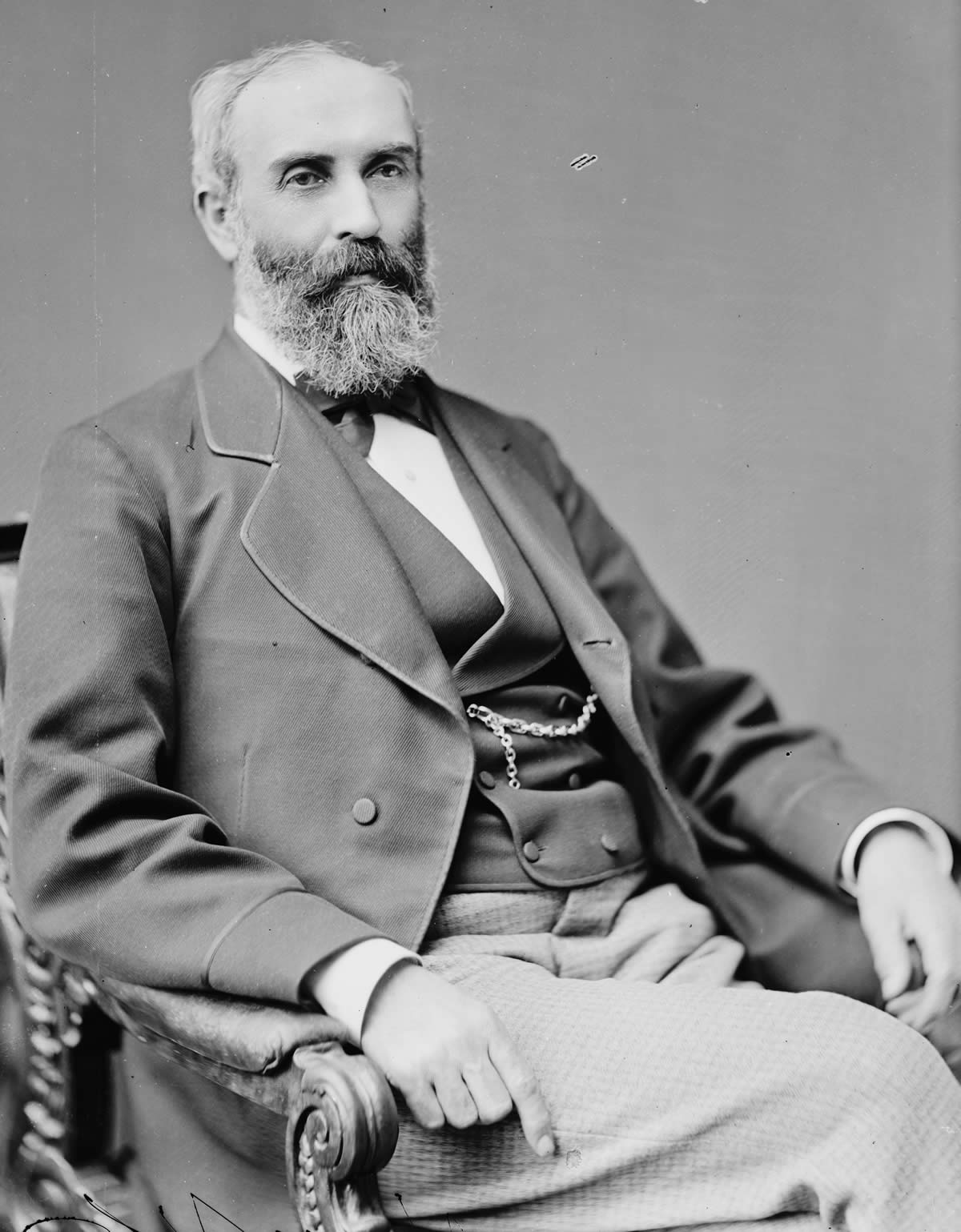
Eli Jones Henkle

Eli Jones Henkle (* 24. November 1828 in Westminster, Carroll County, Maryland; † 1. November 1893 in Baltimore, Maryland) war ein US-amerikanischer Politiker. Zwischen 1875 und 1881 vertrat er den Bundesstaat Maryland im US-Repräsentantenhaus.

## Werdegang
Nach einer akademischen Schulausbildung war Eli Henkle im Anne Arundel County als Lehrer tätig. Nach einem anschließenden Medizinstudium an der University of Maryland und seiner 1850 erfolgten Zulassung als Arzt begann er in Brooklyn in diesem Beruf zu arbeiten. Außerdem lehrte er Medizin am Maryland Agricultural College in College Park. Henkle war auch Kurator dieser Bildungsanstalt. Gleichzeitig schlug er als Mitglied der Demokratischen Partei eine politische Laufbahn ein. Im Jahr 1863 saß er im Abgeordnetenhaus von Maryland; 1864 gehörte er einer Kommission zur Überarbeitung der Staatsverfassung an. In den Jahren 1867, 1868 und 1870 gehörte er dem Senat von Maryland an, von 1872 bis 1875 dann noch einmal dem Abgeordnetenhaus. Außerdem nahm er im Juli 1872 Delegierter an der Democratic National Convention in Baltimore teil.
Bei den Kongresswahlen des Jahres 1874 wurde Henkle im fünften Wahlbezirk von Maryland in das US-Repräsentantenhaus in Washington, D.C. gewählt, wo er am 4. März 1875 die Nachfolge des Republikaners William Albert antrat. Nach zwei Wiederwahlen konnte er bis zum 3. März 1881 drei Legislaturperioden im Kongress absolvieren. Im Jahr 1880 wurde er nicht mehr bestätigt. Nach dem Ende seiner Zeit im US-Repräsentantenhaus ist Eli Henkle politisch nicht mehr in Erscheinung getreten. Im Jahr 1889 zog er nach Chicago, kehrte aber bald wieder nach Maryland zurück. Er starb am 1. November 1893 in Baltimore, wo er auch beigesetzt wurde.